# آرا سلی
آرا سلی (انگلیسی: Ara Celi؛ زادهٔ ۳۱ مهٔ ۱۹۷۴ ‏(۵۰ سال)) هنرپیشه اهل ایالات متحده آمریکا است.